# Gnamptogenys lanei
Gnamptogenys lanei é uma espécie de formiga do gênero Gnamptogenys.